# Битва за битвой
«Битва за битвой» (англ. One Battle After Another) — художественный фильм американского режиссёра Пола Томаса Андерсона с Леонардо Ди Каприо, Шоном Пенном, Бенисио дель Торо и Тейяной Тейлор в главных ролях. Его выход в прокат запланирован на сентябрь 2025 года.

## Сюжет
Предположительно новая картина Пола Томаса Андерсона — тот самый запланированный фильм о джазе 1940-х годов, о котором Андерсон рассказывал в ряде интервью во время пресс-туров «Призрачной нити» и «Лакричной пиццы». В этом случае действие развернётся в Лос-Анджелесе, в джазовом комьюнити «Маленький Гарлем». Известно, что одним из центральных персонажей фильма станет юная девушка «смешанной этнической принадлежности».

## В ролях
- Леонардо Ди Каприо
- Шон Пенн
- Бенисио дель Торо
- Тейяна Тейлор
- Чейз Инфинити
- Алана Хаим
- Вуд Харрис
- Шейна Макхейл
- Ди Дабл-ю Моффетт

## Производство
В ноябре 2022 года стало известно, что Пол Томас Андерсон работает над новым фильмом. На сайте Actors Access появилось объявление о поиске для этого фильма актрисы 15-16 лет, «смешанной этнической принадлежности» и «преуспевающей в боевых искусствах». Подбором актёров занимается Кассандра Кулукундис, сотрудничающая с Андерсоном уже 25 лет. Предположительно речь идёт о давно запланированном фильме на джазовую тему, идея которого появилась у Андерсона после завершения съёмок «Призрачной нити» (2017). Этот проект показался режиссёру слишком мрачным, так что он сосредоточился на «Лакричной пицце». Действие картины будет происходить в «Маленьком Гарлеме» в 1940-е годы. На главные роли Андерсон изначально хотел взять Дензела Вашингтона и Тиффани Хэддиш.
Хэддиш, по её словам, долго обсуждала будущий фильм с Андерсоном. «Вы знаете фильм „Гарлемские ночи“? — спросила она журналистов. — Я подумала: что, если бы мы сделали „Южно-центральные ночи“ о том, каким этот район был раньше? О том, как Лос-Анджелес был тем местом, куда можно было прийти и просто быть свободным, при этом продолжая жить в условиях сегрегации». Однако вероятность того, что Хэддиш попадёт в проект, уменьшилась из-за связанного с её именем секс-скандала.
Согласно другой гипотезе, Андерсон будет снимать фильм, который он анонсировал ещё в 2018 году. Тогда режиссёр рассказал, что пишет сценарий совместно с восьмилетней дочерью Люси, не уточнив детали сюжета. «Я пытался сделать историю более мрачной, следуя своим инстинктам, — объяснил Андерсон. — Но она вежливо и мило меня поправила, и я кое-что изменил. Мы хорошо поработали и сейчас сделали перерыв. Но мы ещё вернемся к работе».
В марте 2023 года стало известно, что литературной основой сценария стал роман Томаса Пинчона «Вайнленд». На главные роли режиссёр захотел пригласить Леонардо Ди Каприо, Хоакина Феникса и Реджину Холл.
Съёмки должны были начаться в июле 2023 года в Лос-Анджелесе, а фильм должен был выйти на экраны в 2024 году. Позже начало съёмок перенесли на январь 2024 года. Съёмки действительно начались не позже 31 января. На съёмочной площадке появились Ди Каприо и начинающая актриса Чейз Инфинити.
В феврале 2024 года к актёрскому составу фильма присоединятся Алана Хаим, Тейяна Тейлор, Вуд Харрис, Шейна Макхейл и Чейз Инфинити. Гонорар Ди Каприо составит 20 миллионов долларов. В начале августа было раскрыто потенциальное название фильма — «Битва за Бактан-Кросс» (англ. The Battle of Baktan Cross). Премьера состоится 26 сентября 2025 года в формате IMAX.